# Faustino Asprilla
Faustino Hernán Asprilla Hinestroza (Tuluá, 1969. november 10. –) kolumbiai válogatott labdarúgó.
A kolumbiai válogatott tagjaként részt vett az 1994-es és az 1998-as világbajnokságon, az 1993-as, az 1995-ös, az 1997-es Copa Américán, az 1992. évi nyári olimpiai játékokon és a 2000-es CONCACAF-aranykupán.
Korszakának egyik legkiválóbb támadójának tartották, aki gyakran keveredett kisebb nagyobb összetűzésekbe és balhékba aktuális csapatában, illetve hétvégente a hatóságokkal. Hol egy busz ajtajának berúgásával, hol egy játékostársával történő összeszólalkozása miatt került a középpontba, de olyan is előfordult, hogy 1995-ben engedély nélküli fegyverviselés miatt tartóztatták le. A játékostársai mellett az edzőivel se jött ki mindig jól. Ennek egyik legismertebb története, hogy az 1998-as világbajnokságról –miután kritizálta a szövetségi kapitányt– hazaküldték.

## Sikerei, díjai
Atlético Nacional
- Kolumbiai bajnok (1): 1991
- Copa Libertadores győztes (1): 1989

Parma
- UEFA-kupa győztes (2): 1994–95, 1998–99
- KEK-győztes (1): 1992–93
- UEFA-szuperkupa győztes (1): 1993
- Olasz kupagyőztes (1): 1998–99

Universidad de Chile
- Chilei bajnok (1): 2004 Apertura

Kolumbia
- Copa América bronzérmes (2): 1993, 1995
- CONCACAF-aranykupa ezüstérmes (1): 2000